# NGC 7232
NGC 7232 (другие обозначения — PGC 68431, ESO 289-7, AM 2212-460) — спиральная галактика с перемычкой (SBa) в созвездии Журавль.
Этот объект входит в число перечисленных в оригинальной редакции «Нового общего каталога».